# ویلمرینگ
ویلمرینگ (به آلمانی: Willmering) یک شهر در آلمان است که در Cham واقع شده‌است.